# Патрик Нгинги
Патрик Нгинги Мавлютова (на испански: Patrik Ngingi Mavlyutova) е испански футболист, който играе на поста централен полузащитник.

## Кариера
Нгинги е юноша на Рома и Сасуоло.
На 23 юли 2022 г. Патрик е обявен за ново попълнение на Хебър. Дебютира на 29 юли при загубата с 0:1 като домакин на ЦСКА 1948.